# Rigny-la-Salle
Rigny-la-Salle ist eine französische Gemeinde mit 370 Einwohnern (Stand 1. Januar 2022) im Département Meuse in der Region Grand Est (bis 2015 Lothringen); sie gehört zum Arrondissement Commercy und zum Gemeindeverband Communauté de communes de Commercy-Void-Vaucouleurs.

## Geografie
Rigny-la-Salle liegt rund 16 Kilometer südwestlich der Kleinstadt Toul im Süden des Départements Meuse an der Grenze zum Département Meurthe-et-Moselle. Verkehrstechnisch befindet sich die Gemeinde abseits überregionaler Verkehrswege. Die nahe D964 und die wenige Kilometer nördlich verlaufende Route nationale 4 mit dem nächsten Anschluss in Pagny-sur-Meuse sind die wichtigsten Verkehrsverbindungen für die Gemeinde. Der Ort liegt am Ruisseau de Beaumelle nahe der Maas, welche streckenweise die westliche Gemeindegrenze bildet. Weite Teile im Osten der Gemeinde sind bewaldet (Bois de Rigny-la-Salle). Die Gemeinde besteht aus den heute zusammengewachsenen Dörfern Rigny-la-Salle und La Petite Fin sowie wenigen Einzelgehöften.
Nachbargemeinden sind Saint-Germain-sur-Meuse im Norden, Foug (im Département Meurthe-et-Moselle) im Nordosten, Choloy-Ménillot (im Département Meurthe-et-Moselle) im Osten, Rigny-Saint-Martin im Süden, Chalaines im Südwesten, Vaucouleurs im Westen sowie Ugny-sur-Meuse im Nordwesten.

## Geschichte
Wie alle Orte der Gegend litt Rigny-la-Salle im Mittelalter unter Konflikten. Die schlimmsten Verwüstungen richteten der Hundertjährige Krieg und der Dreißigjährige Krieg an. Der Name der heutigen Gemeinde wurde im Jahr 971 unter dem lateinischen Namen Rigneium erstmals in einem Dokument erwähnt. Im Mittelalter gehörte die Gemeinde zur Barrois mouvant und lag innerhalb der Champagne. Rigny-la-Salle war Teil der Bailliage Chaumont. Bis zur Französischen Revolution lag die Gemeinde im Grand-gouvernement de Lorraine-et-Barrois. Rigny-la-Salle gehörte von 1793 bis 1801 zum District Gondrecourt. Zudem seit 1793 zum Kanton Vaucouleurs. Die Gemeinde ist seit 1801 dem Arrondissement Commercy zugeteilt.

## Bevölkerungsentwicklung
Die Gemeinde teilt das Schicksal vieler Landgemeinden in Frankreich. In der ersten Hälfte des 19. Jahrhunderts lag die Bevölkerungszahl stets bei mehr als 700 Einwohnern. Ab 1876 folgte eine Landflucht, die die Anzahl Bewohner stark minderte (1876–1990: −52,8 Prozent).
| Jahr                       | 1962 | 1968 | 1975 | 1982 | 1990 | 1999 | 2006 | 2011 | 2019 |
| Einwohner                  | 405  | 409  | 397  | 332  | 302  | 323  | 365  | 398  | 358  |
| Quellen: Cassini und INSEE |      |      |      |      |      |      |      |      |      |

## Sehenswürdigkeiten
- 1831 abgebranntes Schloss Château de Malpierre
- Kirche Église de la Nativité de-la-Vierge aus dem Jahr 1834
- Kalvarienberg
- Rathaus (Mairie) der Gemeinde
- Denkmal für die Gefallenen vor dem Rathaus[1]
- Denkmal für die Gefallenen auf dem Dorffriedhof[2]
- Militärgräber für Gefallene des Zweiten Weltkriegs auf dem Dorffriedhof[3]
- zwei Wegkreuze nördlich und östlich des Dorfs
- Waschhaus (Lavoir) nördlich von Rigny-la-Salle
- Quelle La Bonne Vierge im Bois de Rigny-la-Salle

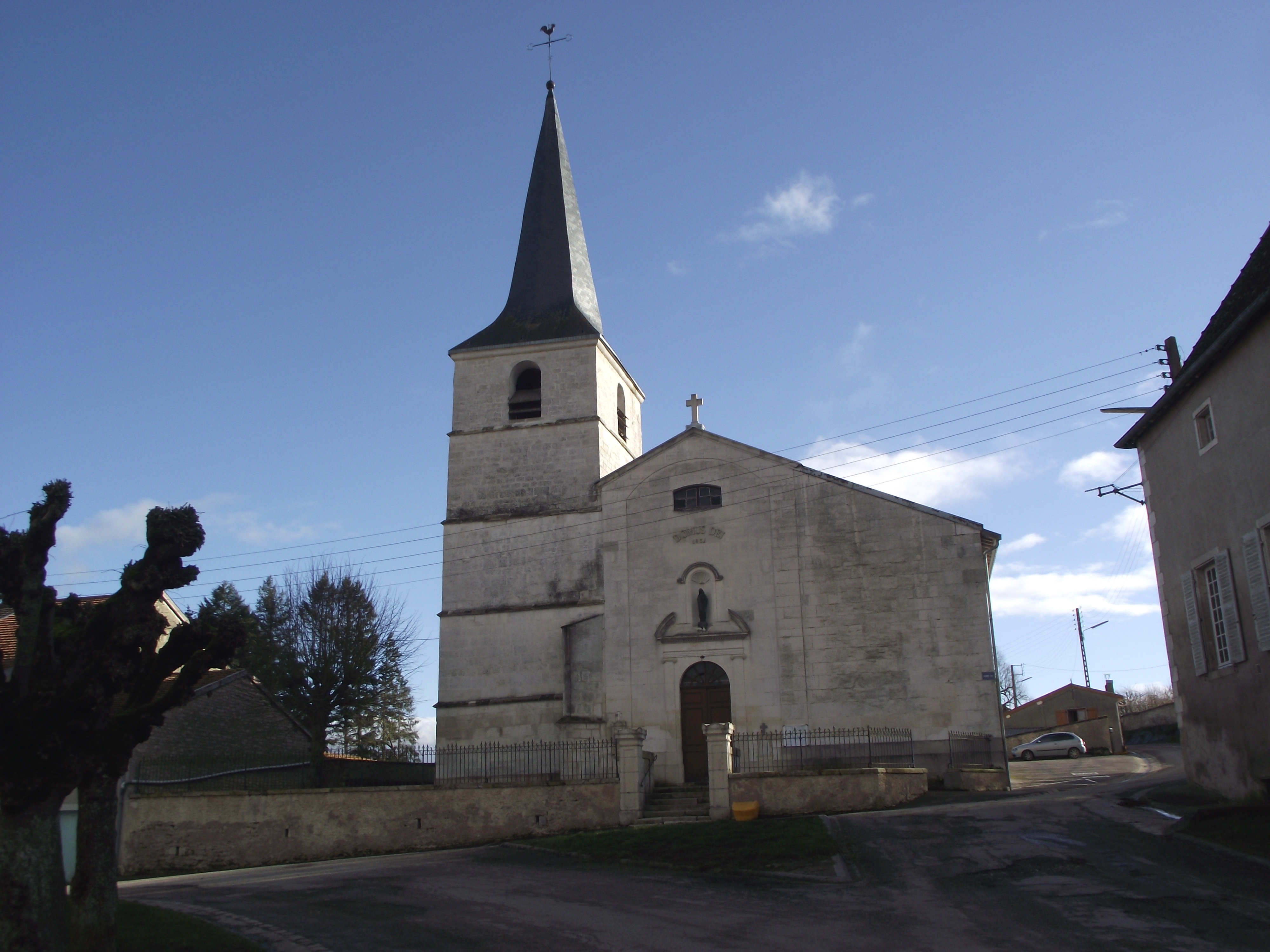
Kirche Église de la Nativité de-la-Vierge
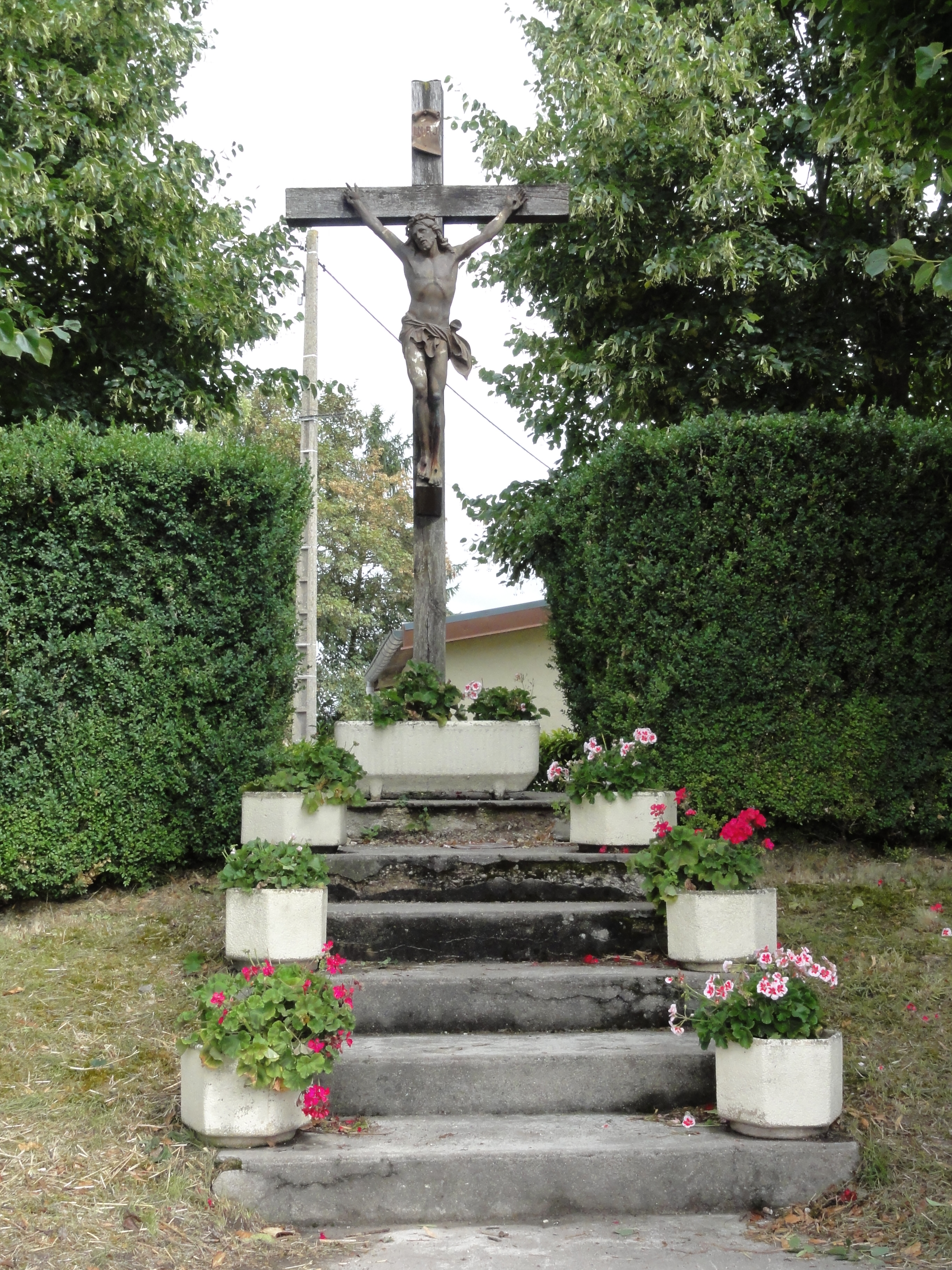
Kalvarienberg
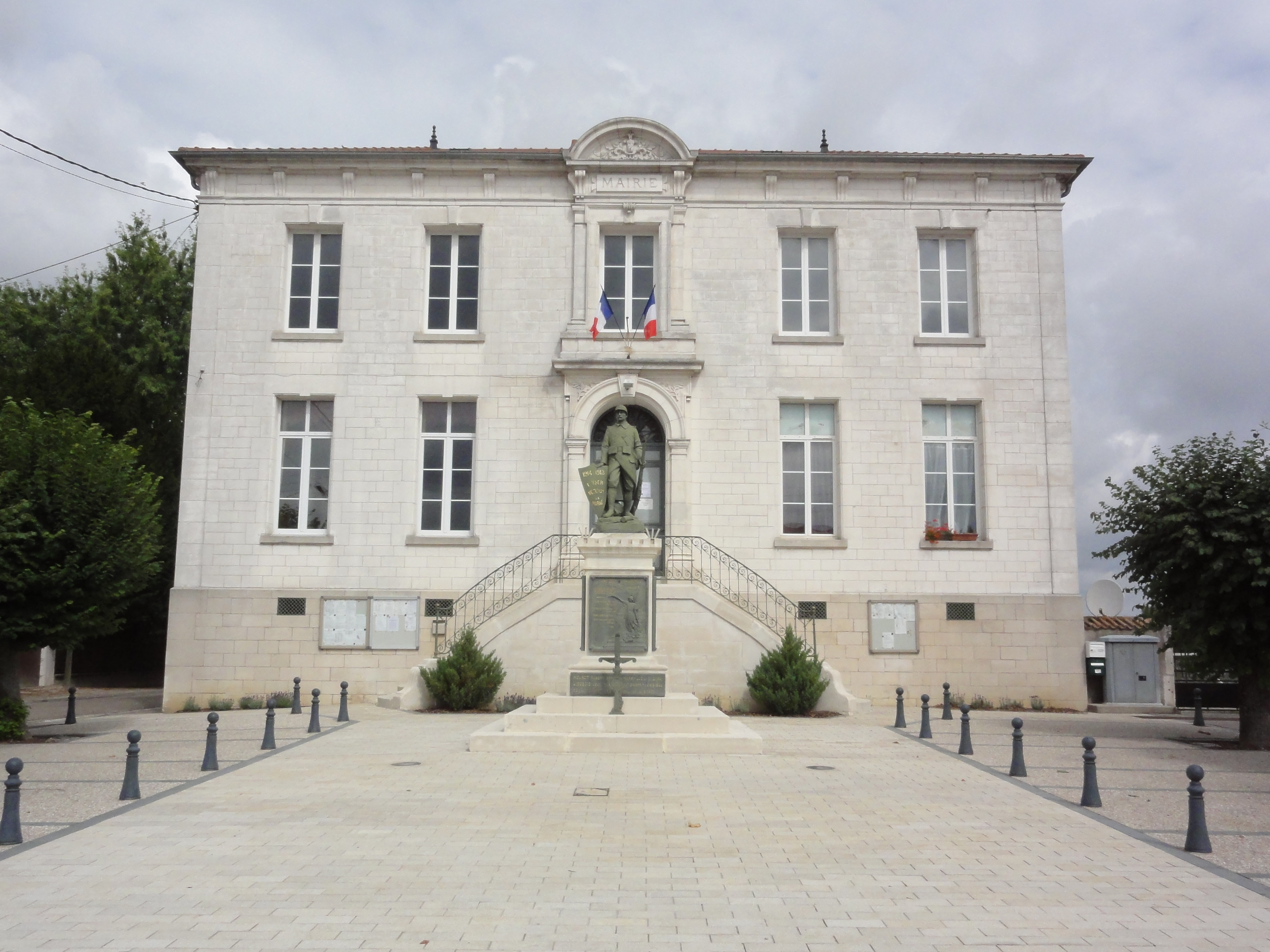
Rathaus (Mairie)
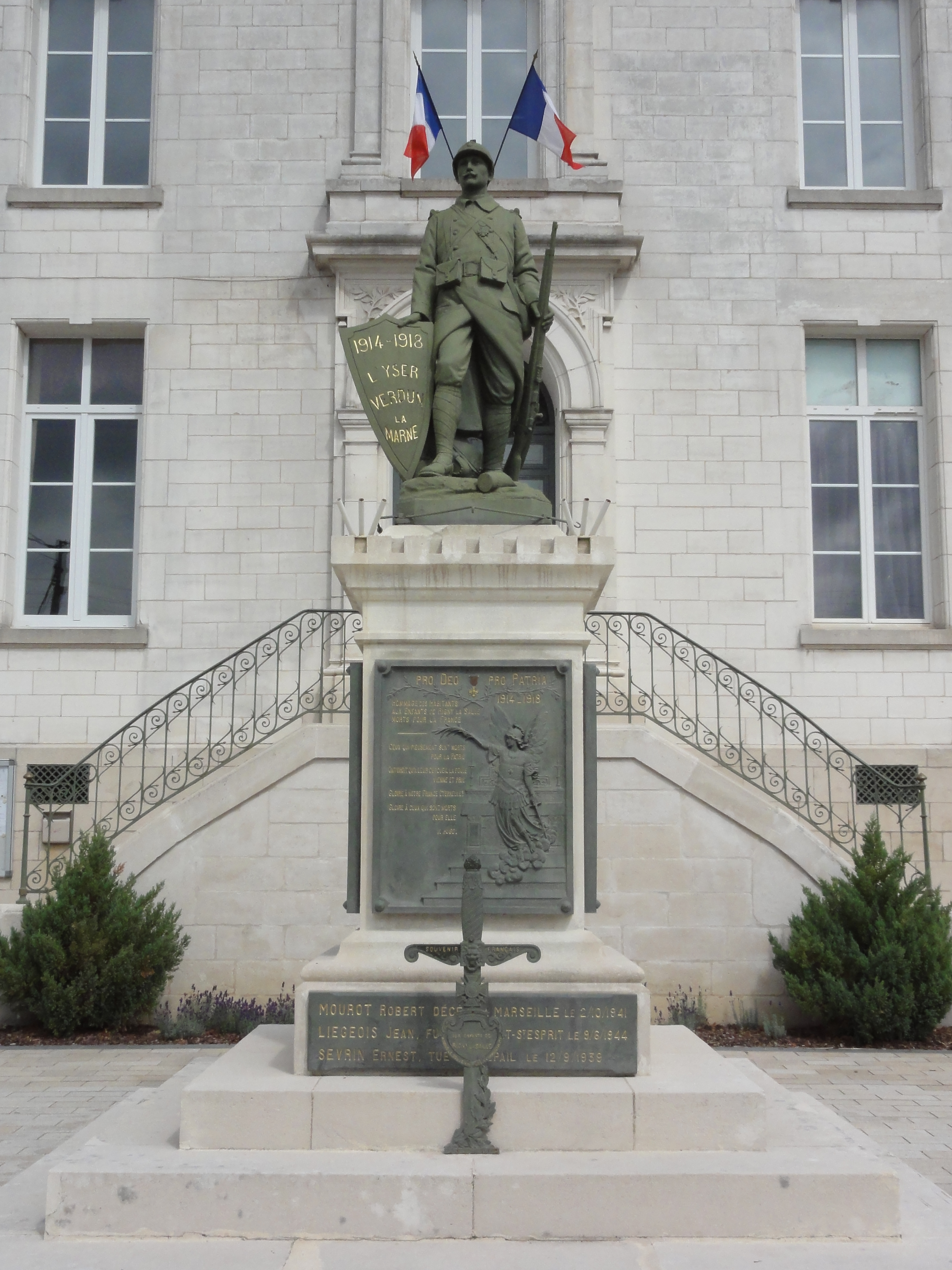
Denkmal für die Gefallenen
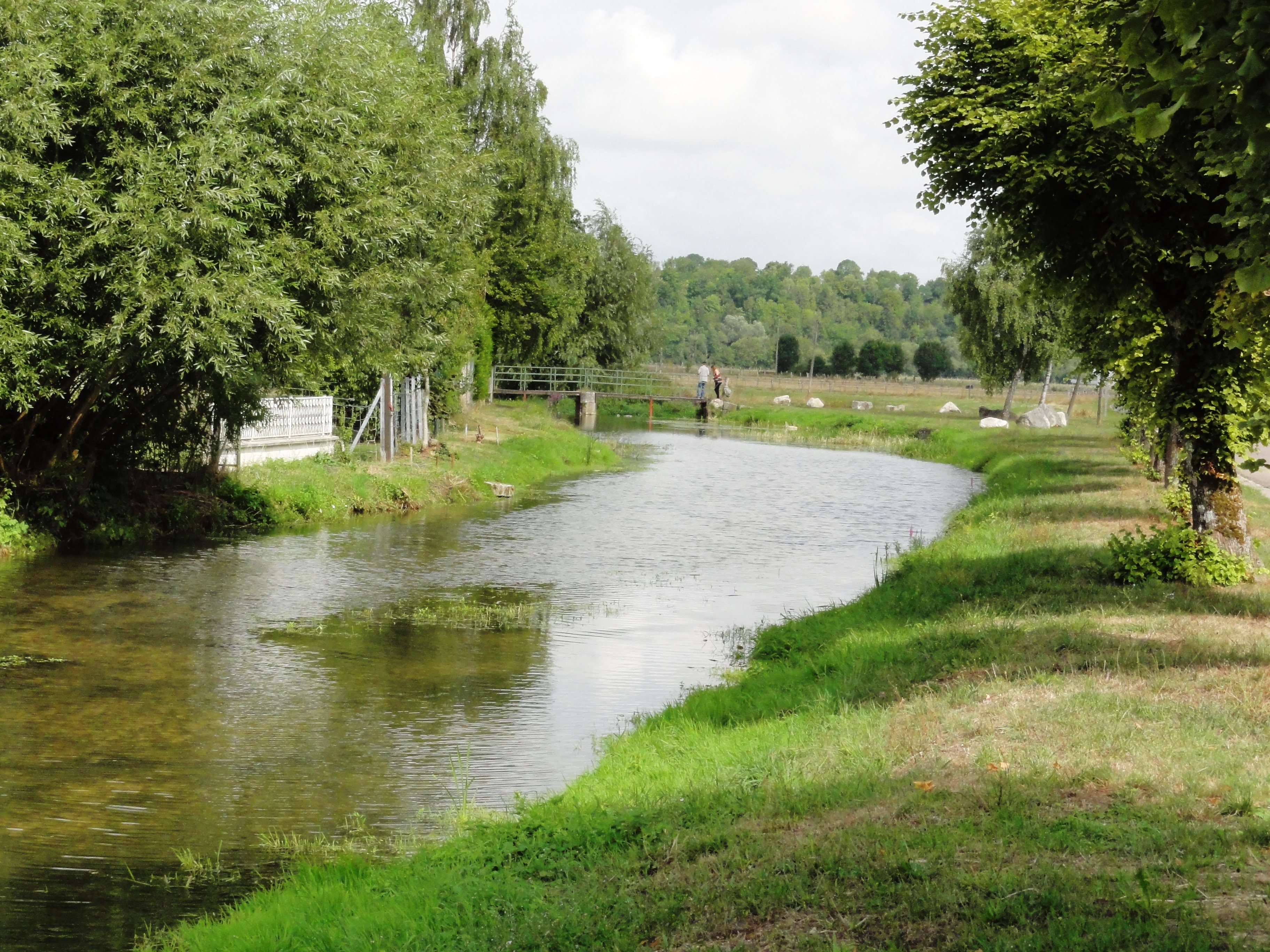
Ruisseau de Beaumelle und Landschaft bei Rigny-la-Salle